# Tears Getting Sober
«Tears Getting Sober» — песня болгарской певицы Виктории Георгиевой, представляющая страну на конкурсе песни Евровидение 2020.
«Tears Getting Sober» должна была представлять Болгарию на Евровидении 2020, после того как Виктория была выбрана болгарским вещателем Болгарского национального телевидения (БНТ) и партнерами по проекту «Ligna Group». Песня должна была быть исполнена во втором полуфинале 14 мая 2020 года во второй половине шоу.
Конкурсная композиция была выбрана с помощью фокус-групп из шести вариантов, два из которых были включены в шорт-лист. Тема песни — депрессия и её преодоление. Музыка и текст «Tears Getting Sober» — работа самой Виктории в сотрудничестве с одним из композиторов и авторов песен Symphonix International — Бориславом Милановым. В проекте также участвуют Лукас Оскар из Австрии и Корнелия Виболс из Швеции.
С конца марта, Виктория должна была начать промотур по Европе. Она собиралась исполнить песню «Tears Getting Sober» в Лондоне 29 марта, в Амстердаме 4 апреля и в Мадриде 11 апреля. Певица также должна была встретится с болгарами за рубежом в этих городах и принять участие в концерте BTR 27 марта в британской столицe, но 18 марта 2020 EBU официально отменил конкурс в связи с пандемией COVID-19. До тех пор, «Tears Getting Sober» была одним из фаворитов на победу и возглавила рейтинг букмекеров.